# Cretaesalus ponomarenkoi
Cretaesalus ponomarenkoi es una especie de coleóptero fósil de la familia Lucanidae.

## Distribución geográfica
Habitaba en Kazajistán.